# The Boy (film 2015)
The Boy to amerykański film fabularny z 2015 roku, napisany przez Craiga Williama Macneilla i Claya McLeoda Chapmana oraz wyreżyserowany przez Macneilla. W rolach głównych wystąpili w nim David Morse, Rainn Wilson i Jared Breeze. Breeze wcielił się w postać tytułowego dziewięcioletniego chłopca, którego stopniowo ogarnia obsesja śmierci. Projekt oparto na krótkim metrażu reżysera, Henley z 2011 roku; ten zaś inspirowany był powieścią Chapmana Miss Corpus (2003). Wyprodukowany między innymi przez Elijah Wooda obraz swoją premierę odnotował 14 marca 2015, kiedy zaprezentowano go widzom South by Southwest Film Festival (SXSW). Premiera komercyjna nastąpiła 14 sierpnia tego roku. Krytycy ocenili The Boy pozytywnie, chwaląc jego suspens i mroczną wymowę scenariusza. Film nominowano do pięciu nagród, m.in. podczas Katalońskiego Międzynarodowego Festiwalu Filmowego w Sitges.

## Opis fabuły
Rok 1989. Dziewięcioletni Ted Henley i jego osamotniony ojciec John zarządzają podupadającym motelem, sąsiadującym z pustynnymi górami. Gdy w przybytku zjawia się William, ofiara wypadku drogowego i wdowiec, między nim a Tedem rodzi się ekscentryczna przyjaźń. Gość motelu nie wie jednak, że chłopiec ogarnięty jest narastającą z dnia na dzień obsesją śmierci.

## Obsada
- David Morse − John Henley
- Rainn Wilson − William Colby
- Jared Breeze − Ted Henley
- Bill Sage − szeryf Deacon Whit
- Mike Vogel − ojciec
- Zuleikha Robinson − matka
- Aiden Lovekamp − Ben
- David Valencia − Marcus
- Sam Morse − Derek
- Manuela Guerra − Sara

## Produkcja
Zdjęcia do filmu kręcono począwszy od 17 lutego 2014 roku w Medellínie w Kolumbii.

## Wydanie filmu
Światowa premiera The Boy odbyła się w trakcie South by Southwest Film Festival 14 marca 2015 roku. 14 sierpnia 2015 film trafił do amerykańskich kin w ograniczonej dystrybucji, a tydzień później zadebiutował na ekranach kin w Kanadzie. 10 i 11 października obraz wyświetlono widzom festiwali filmowych w Londynie oraz Sitges. 1 marca 2016 film wydany został na dysku Blu-ray przez Shout! Factory.

## Sequele
Planowana jest realizacja dwóch sequeli, za sprawą których The Boy rozszerzony zostałby do rangi trylogii filmowej. Kontynuacje skupiałyby się na losach tytułowego bohatera jako czternasto- i osiemnastolatka.

## Nagrody i wyróżnienia
- 2015, Kataloński Międzynarodowy Festiwal Filmowy w Sitges:
  - nominacja do nagrody za najlepszy film w kategorii Official Fantàstic Competition (wyróżniony: Craig William Macneill)[4]
- 2015, South by Southwest Film Festival:
  - nominacja do nagrody SXSW Grand Jury w kategorii najlepszy narracyjny film pełnometrażowy (Craig William Macneill)[4]
- 2016, Fangoria Chainsaw Awards:
  - nominacja do nagrody Chainsaw w kategorii najlepszy aktor drugoplanowy (Rainn Wilson)[4]
  - nominacja do nagrody Chainsaw w kategorii najlepsza ścieżka dźwiękowa (Volker Bertelmann)[4]
- 2016, Young Artist Awards:
  - nominacja do nagrody Young Artist w kategorii najlepszy występ w filmie fabularnym − pierwszoplanowy aktor do lat 10 (Jared Breeze)[4]